# Ernst von Mirbach
Pour les articles homonymes, voir Mirbach.

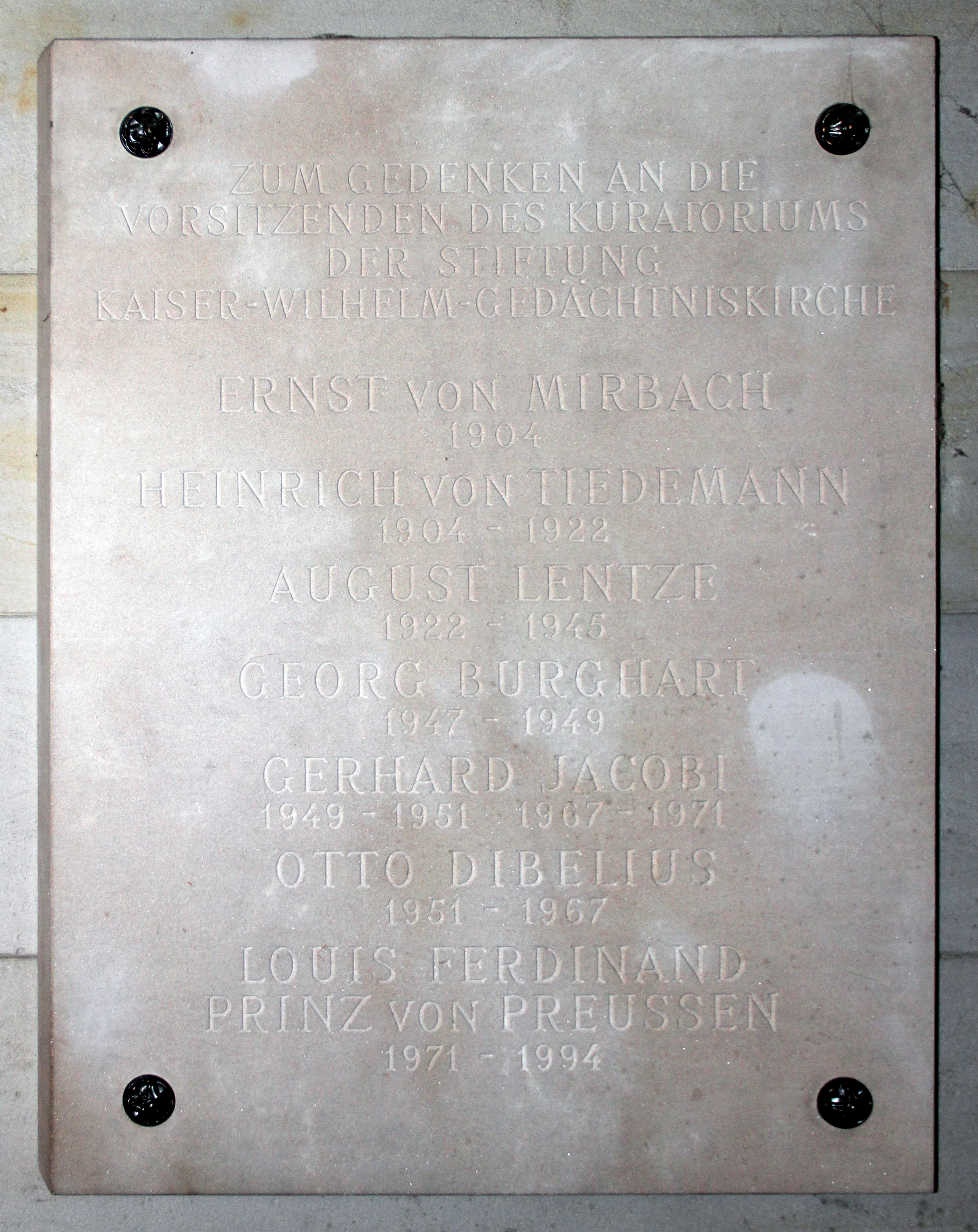
Plaque dans l'église du Souvenir, Breitscheidplatz, Berlin-Charlottenbourg

Ernst Otto Karl Ludwig baron von Mirbach (né le 24 décembre 1844 à Düsseldorf et mort le 6 avril 1925 à Potsdam) est un lieutenant général prussien et maître de cour de l'impératrice Auguste-Victoria. Il a eu une grande influence sur les projets de construction d'églises bien connus et sur les projets de la Mission intérieure (de).

## Carrière
Mirbach est le fils aîné du conseiller du gouvernement prussien Otto Magnus von Mirbach et d'Antoinette Schenck de Darmstadt. En raison des transferts fréquents de son père, Mirbach grandit à Darmstadt, Trèves, Posen et Berlin.
Après avoir obtenu son diplôme d'études secondaires, il sert dans le régiment de fusiliers de la Garde et prend part à la guerre des Duchés, à la guerre austro-prussienne et à la guerre franco-prussienne).
À Godesberg, il rencontre sa femme Camilla Orban de Liège, qu'il épouse en 1871 après être rentré chez lui après avoir été blessé. En tant que successeur de Leopold von Ende, il devient chambellan à la cour du prince héritier Guillaume de Prusse en 1881 et sert avec sa femme Auguste-Victoria. Après l'accession de Guillaume au trône, il est nommé maître de cour de l'Impératrice en 1888 et le restera jusqu'en 1914.
En 1875, 1877, 1880 et 1884 ses fils Magnus, Werner, Otto et Siegfried sont nés à Berlin et Potsdam.
Son travail consiste à représenter l'impératrice dans des associations caritatives et religieuses. Mirbach dirige son cabinet, correspond avec les autorités pour elle et gère ses biens et son budget. Victoria-Louise le décrit comme un "vieux gentleman plein d'humour et gentil qui n'a pas toujours eu la vie facile à la cour des femmes".
Mirbach est très impliqué dans les causes caritatives de la reine et collecte constamment de l'argent pour elles. À la suite de l'assemblée de Waldersee du 28 novembre 1887, au cours de laquelle Guillaume II appelle à "s'engager contre l'abandon des masses" afin de "contrer le danger menaçant de la part de la social-démocratie et de l'anarchisme ", la Société de secours aux églises évangéliques est fondée en mai 1888. Mirbach y est représenté, en plus de toutes les provinces, pour l'impératrice. En 1890, la commission de construction d'églises (1888) donne naissance, avec sa participation, à l'Association évangélique de construction d'églises (de) (Evangelischer Kirchenbauverein), aujourd'hui à nouveau en activité, qui construit environ 70 églises jusqu'en 1930. Face aux réticences, Mirbach déclare à plusieurs reprises qu'il s'agit uniquement de soutenir la mission intérieure de l'Église.

## Démission
En 1902, Mirbach lance un appel à la collecte pour revêtir de mosaïques l'église du Souvenir de l'empereur Guillaume à l'occasion des noces d'argent du couple impérial. La lettre du cabinet de l'impératrice a un effet officiel et parvient, via le ministre de l'Intérieur, à tous les administrateurs des provinces, qui se voient alors invités à créer des comités pour cette cause. En Rhénanie en particulier, il est incompréhensible que des collectes soient faites pour une église de Charlottenbourg.
Mirbach est attaqué dans la presse en raison de cette exigence ultime. À cela s'ajoute le fait qu'il a donné quittance de 325 000 marks lors du procès contre la banque hypothécaire de Poméranie, qu'on ne retrouvait plus. Le chancelier impérial Bernhard von Bülow exige que Mirbach quitte ses fonctions à la cour. Celui-ci dépose sa démission. Il n'est certes pas donné suite à cette demande, mais les affaires du cabinet et le budget de l'impératrice lui sont retirés.
En 1902, il érige l'église du Rédempteur (de) à Mirbach pour commémorer le lieu d'origine de sa famille.
Le mérite de Mirbach est d'avoir fait avancer de manière décisive la construction d'une nouvelle église sur le Mont des Oliviers, promise par le prince lors de son voyage en Orient à l'occasion de l'inauguration de l'église du Rédempteur à Jérusalem en 1898, et d'avoir récolté les fonds nécessaires (coût : 2,5 millions de marks). En 1910, l'église de l'Ascension de Jérusalem (de) est inaugurée par Eitel-Frédéric de Prusse avec des chevaliers de l'Ordre de Saint-Jean.
En février 1914, sa demande de démission est acceptée par le tribunal pour raison d'âge. Il reçoit en outre le titre d'Obertruchseß et un doctorat honorifique en théologie de l'Université de Bonn. Le 27 novembre 1918, il fait brièvement et pour la dernière fois ses adieux à l'impératrice Augusta-Victoria, lorsque celle-ci quitte le parc animalier de Potsdam (de) et s'exile au manoir de Doorn (de).
Mirbach décède trois ans après l'impératrice et peu après son 80e anniversaire. Il est enterré au cimetière de Bornstedt.

## Rues, places et bâtiments portant le nom de Mirbach

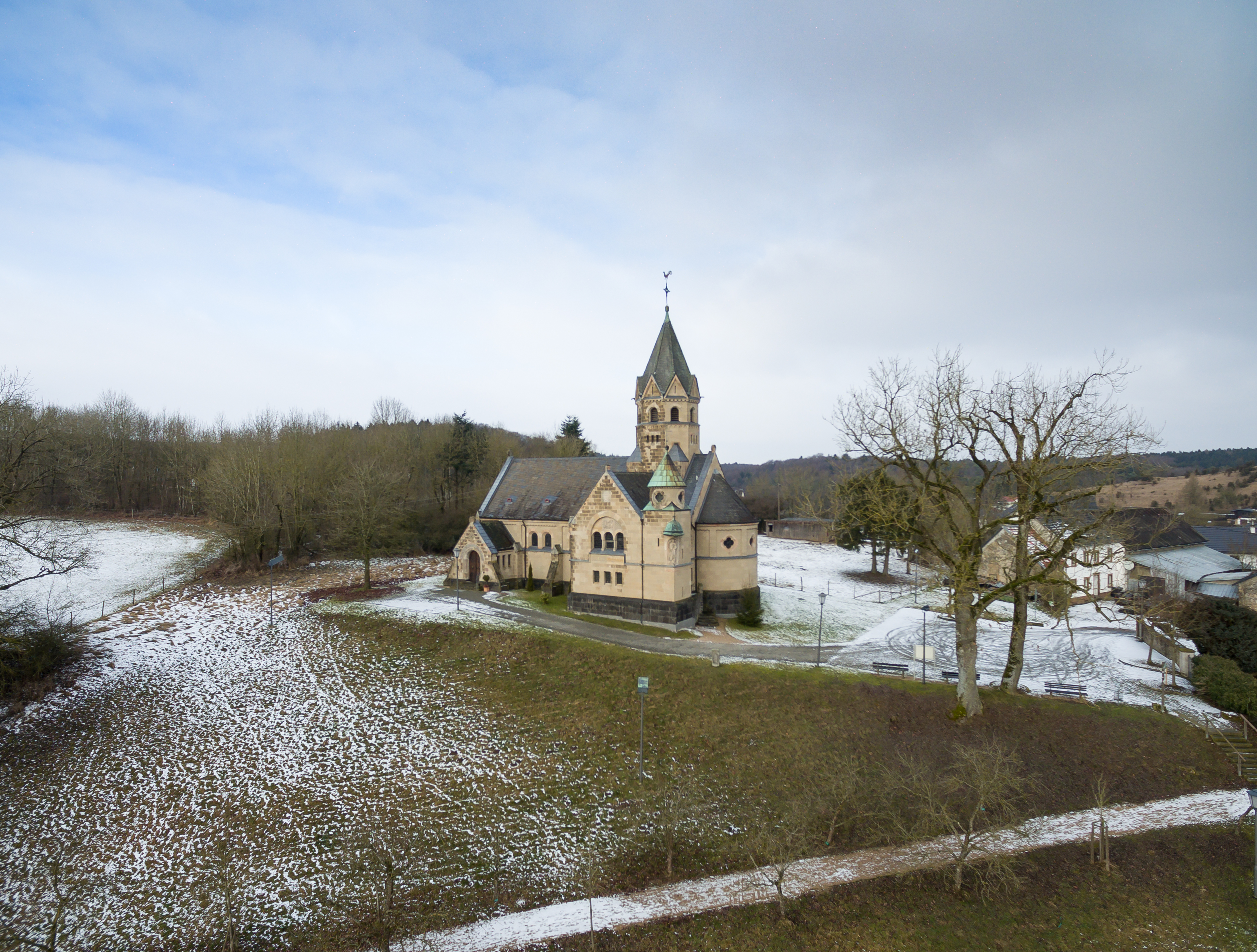
Chapelle du Rédempteur à Mirbach

- Église du Rédempteur de Mirbach (de)
- (à partir de 1902) Mirbachplatz (de) dans le quartier berlinois de Pankow, quartier de Weißensee avec l'église de Béthanie, en face "Cuxhavener Platz"
- Les anciennes rues n°69 et 56a dans l'actuel quartier berlinois de Friedrichshain-Kreuzberg, quartier de Friedrichshain, reçoivent le 24 juin 1893 le nom de Mirbachstraße. Le 1er juin 1951, elle est rebaptisée Bänschstraße..
- Villa Mirbach à Potsdam
- Pharmacie Mirbach à Berlin-Friedrichshain, Bänschstrasse
- Mirbachstraße dans le quartier résidentiel historique de Bonn-Bad Godesberg

## Publications
- Geschichte der Dorfschule Mirbach. Artikel im Jahrbuch des Landkreises Vulkaneifel, o. J.
- Offizielle Ausgabe der ... kaiserlichen und königlichen Wappen, des Reichadler's, der Kronen, Insignien, Standarten u.s.w. Görlitz 1890. Digitalisat
- Die Kaiser Wilhelm-Gedächtnis-Kirche, dem engeren Ausschuss des Evangelischen Kirchlichen Hülfvereins, dem Vorstand des Kirchenbauvereins, der Gemeinde, den Freunden und Förderern des Kirchenbaues zum 22. März 1897. E. S. Mittler & Sohn. Berlin 1897. Digitalisierung: Zentral- und Landesbibliothek Berlin, 2021. URN urn:nbn:de:kobv:109-1-15443192
- Die Reise des Kaisers und der Kaiserin nach Palästina. Drei Vorträge. E. S. Mittler & Sohn. Berlin 1899.
- Prinz Friedrich von Preußen. Ein Wegbereiter der Romantik am Rhein. Böhlau Verlag (Reprint 2006),  (ISBN 3-41233-305-0).
- Denkschrift des evangelischen Kirchenbauvereines. 1904.
- Geschichte des Geschlechtes Mirbach. Vereinsdr. [u. a.], Potsdam 1903 - . Digitalisat
- Die Deutschen Festtage im April 1910 in Jerusalem. 1911.
- Das Pfingsthaus, die Pfingst-Kapelle zu Potsdam und der Pfingst-Kapellen-Verein, Zweigstelle des Evangelisch-Kirchlichen-Hülfsvereins unter dem Protektorat Ihrer Majestät der Kaiserin und Königin. 1898, Verlag Becker Potsdam (Reprint 2011)  (ISBN 978-3-88372-013-5).